# Pranckh (Adelsgeschlecht)

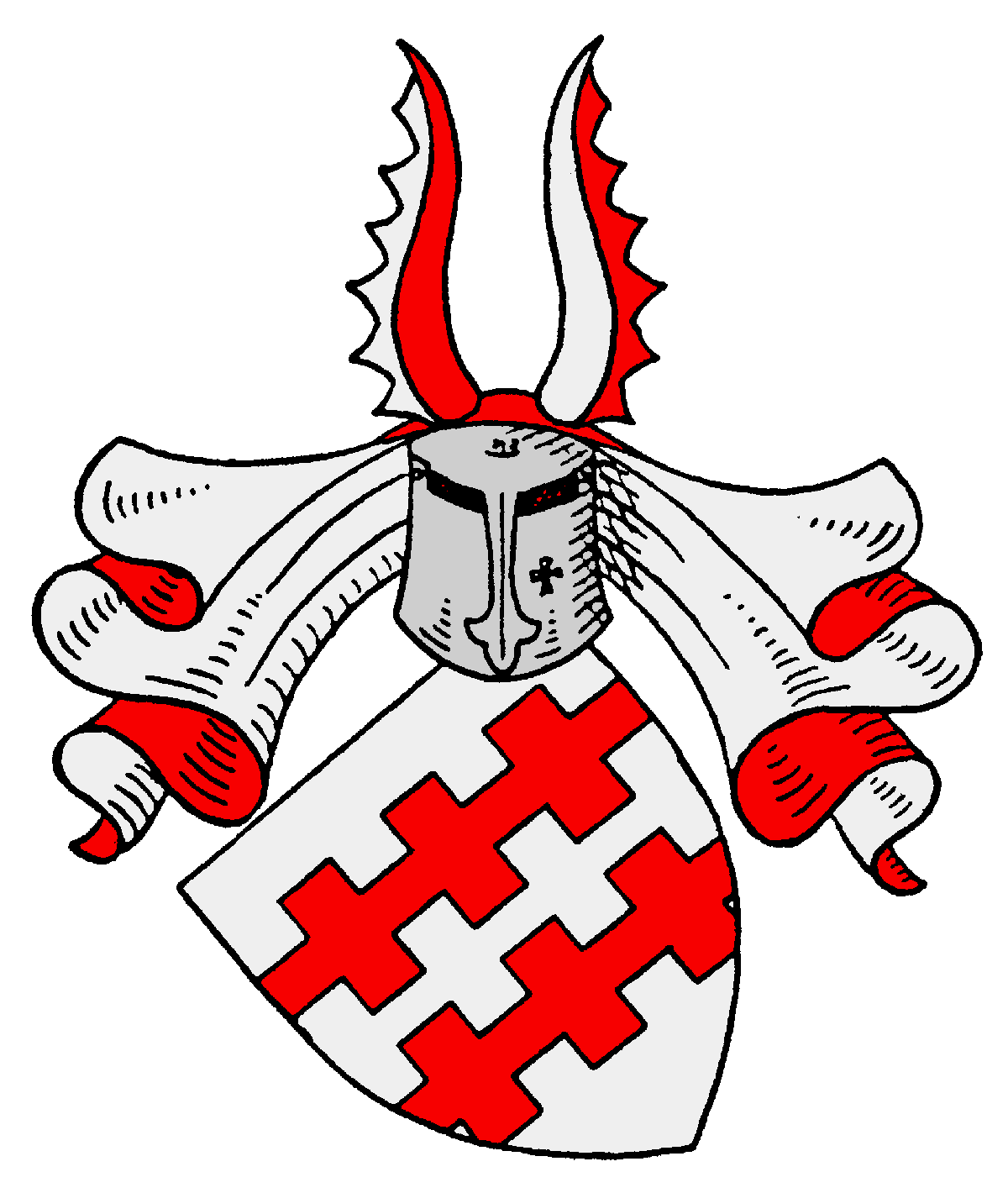
Stammwappen derer von Pranckh

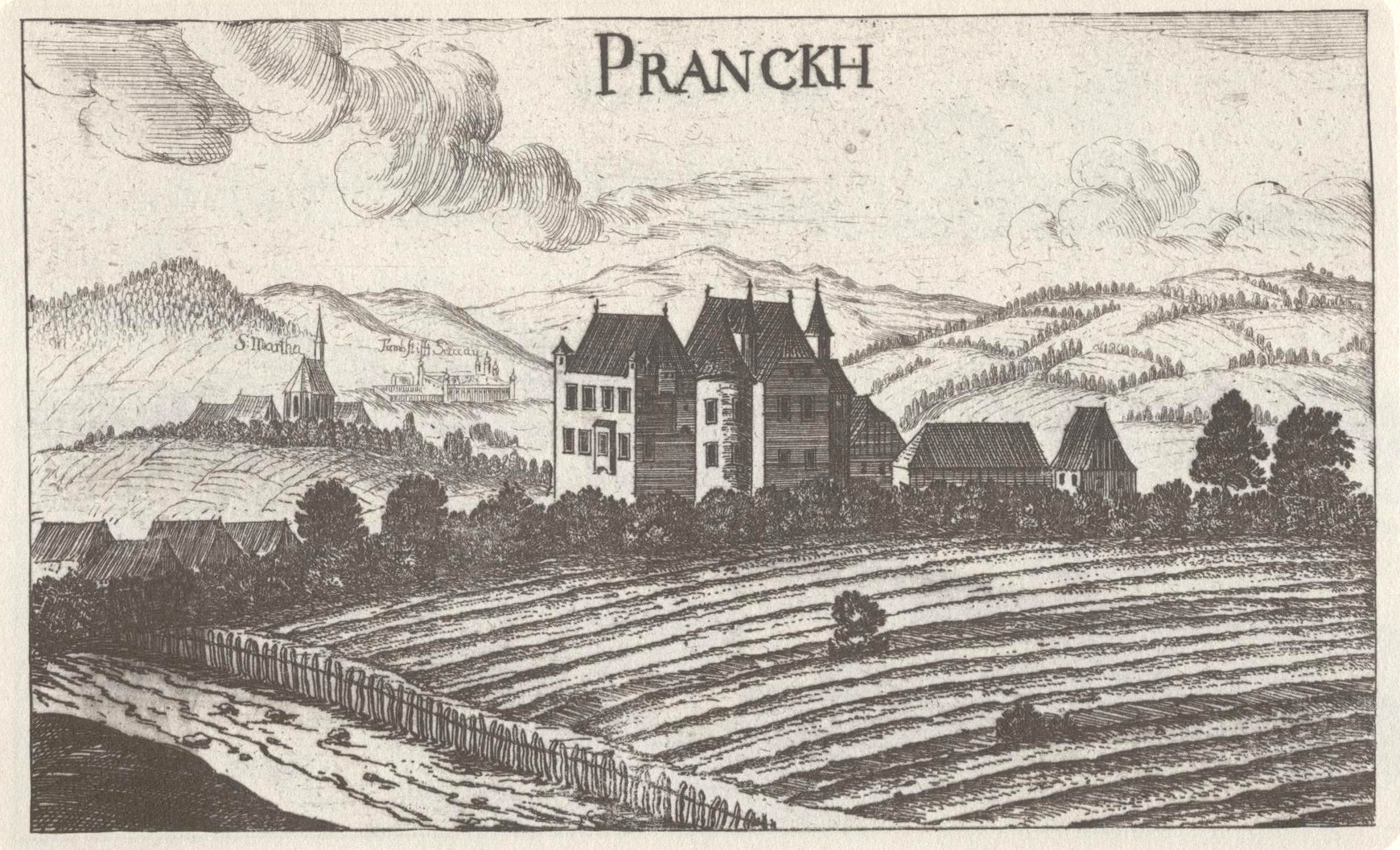
Vischerstich des Schlosses Pranckh

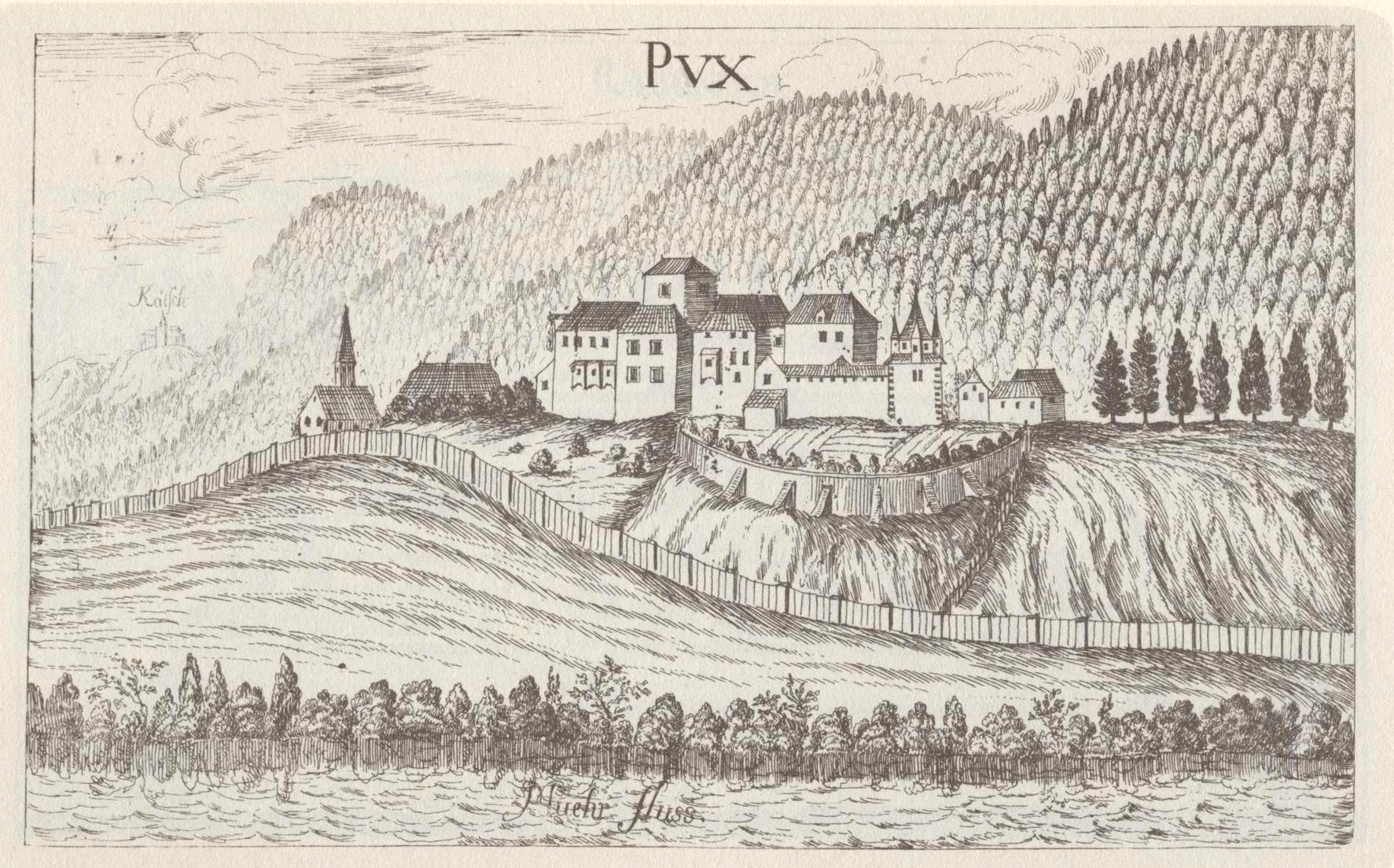
Vischerstich des Schlosses Pux

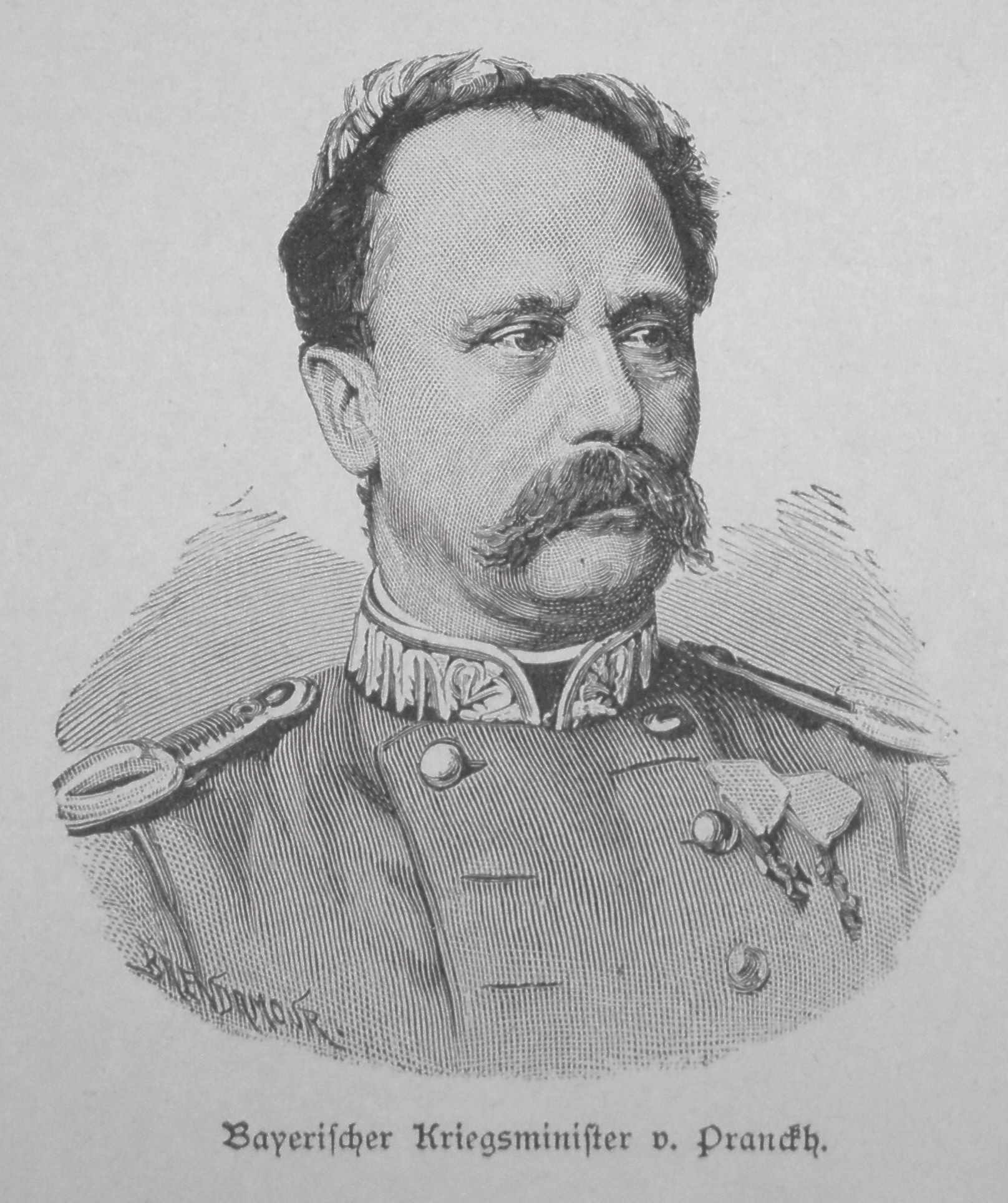
Siegmund Freiherr von Pranckh, bayerischer General und Kriegsminister

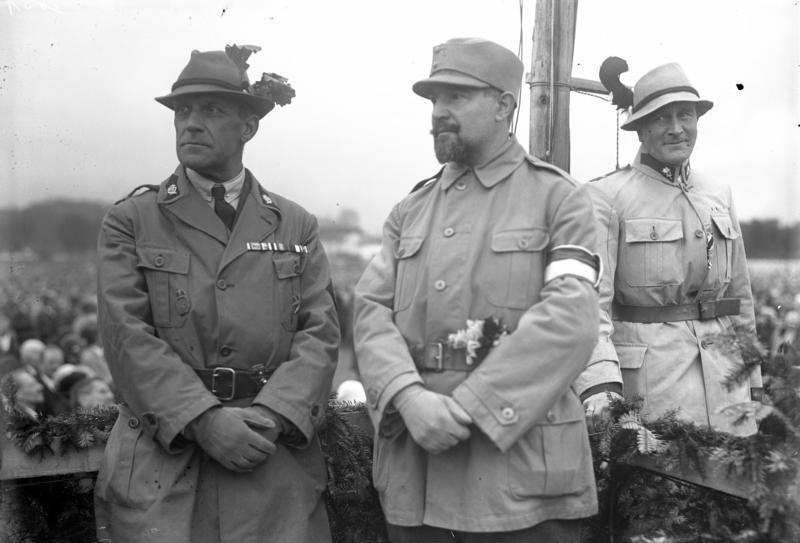
Hans Freiherr von Pranckh (rechts) mit den Heimwehrführern Richard Steidle und Reinhart Freiherr von Bachofen-Echt

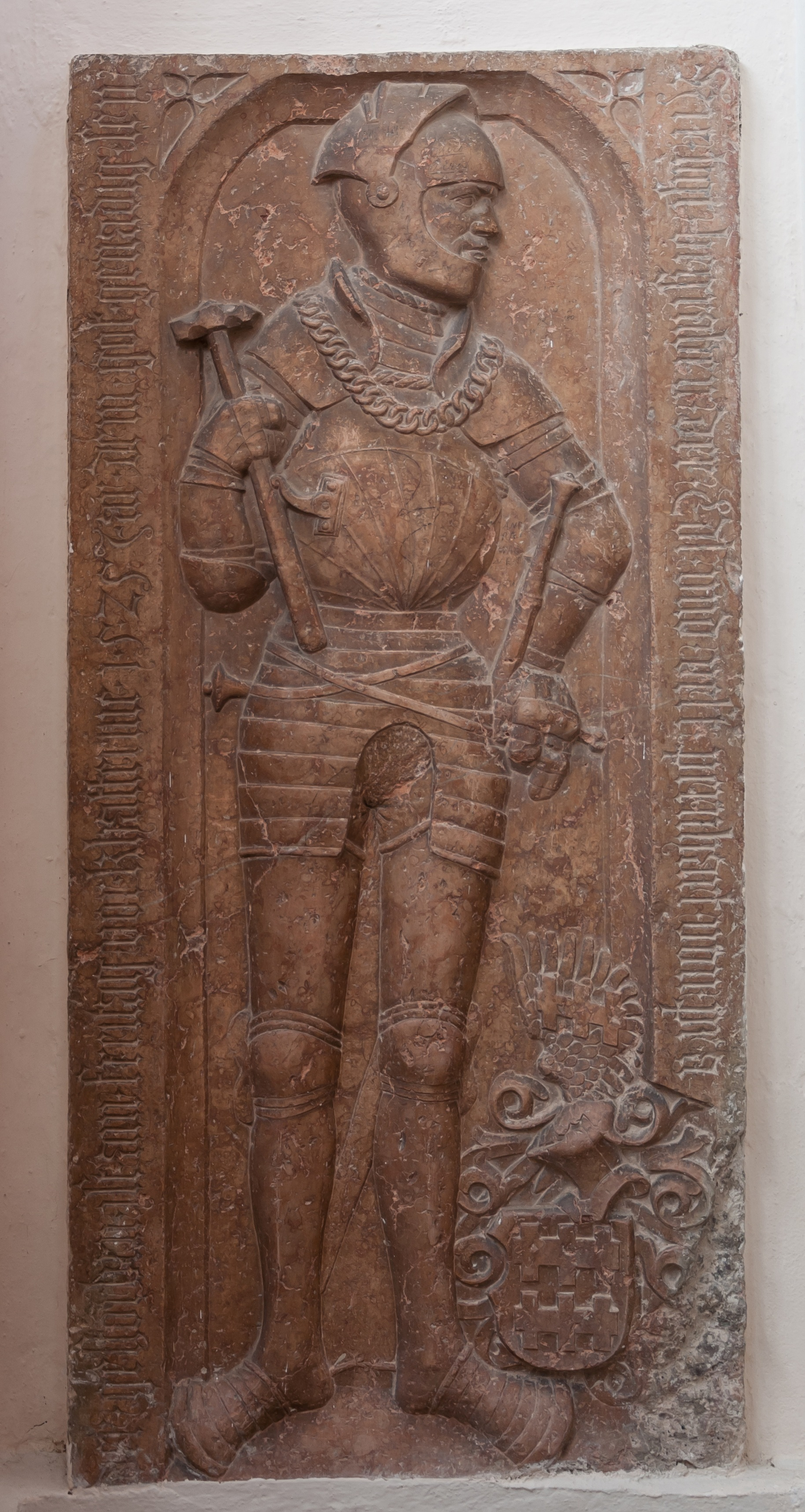
Epitaph des Pernhart von Pranckh in Sankt Johann-Köppling

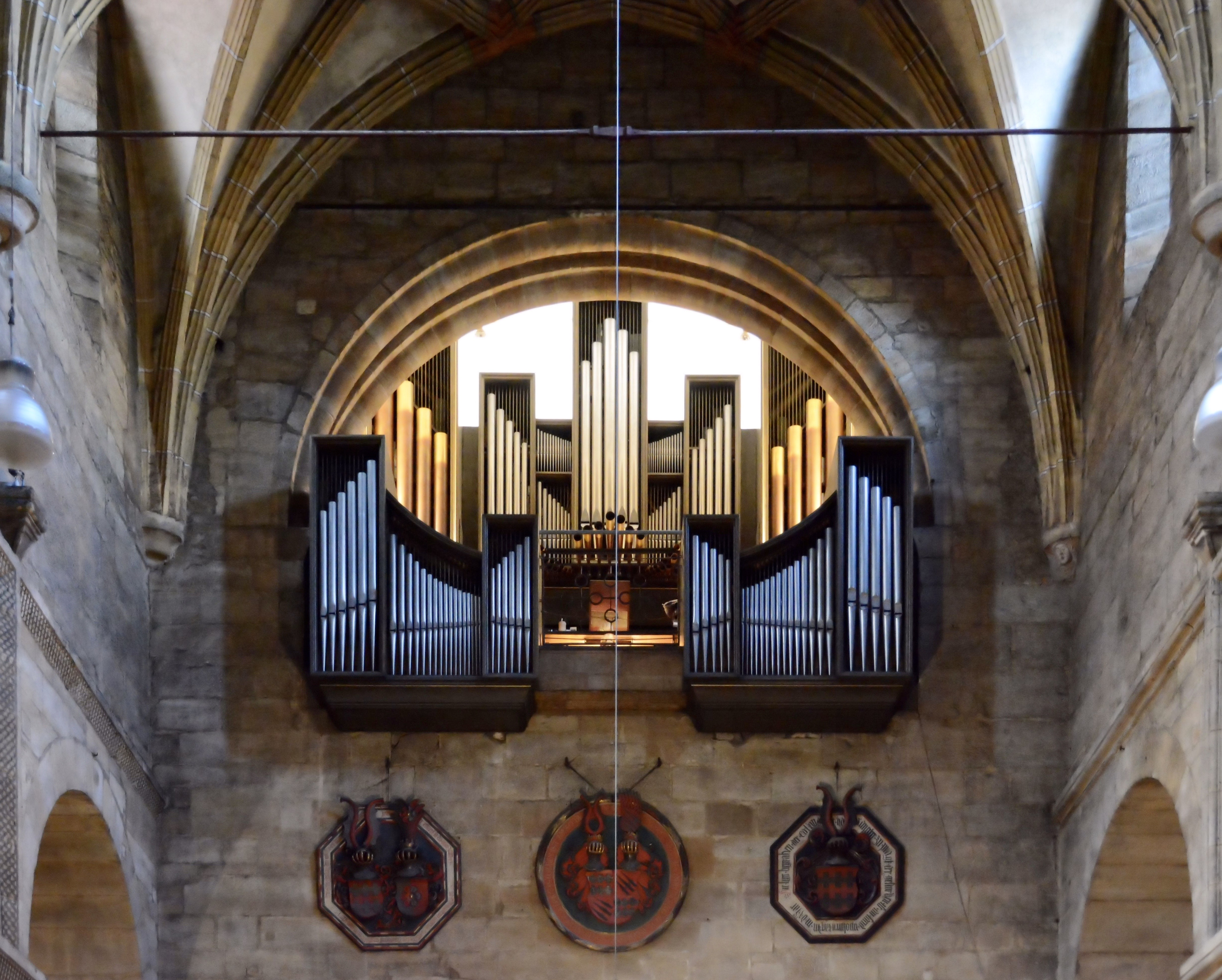
Pranckher Totenschilde in der Basilika Seckau

Pranckh ist der Name eines alten Adelsgeschlechts, das dem steirischen Uradel entstammt und dort seit dem frühen 12. Jahrhundert urkundlich nachgewiesen ist. Es gehört somit zu den ältesten Geschlechtern Österreichs und hatte seinen Stammsitz auf Schloss Prankh in Prankh bei Sankt Marein. Neben der steiermärkischen Hauptlinie bestanden ebenso Linien in Salzburg, Kärnten, Niederösterreich und Bayern. 1628 erfolgte die Erhebung in den Reichsfreiherrenstand und 1719 in den Reichsgrafenstand. Zahlreiche ihrer Namen finden sich in hohen Hof- und Staatsämtern des Fürsterzbistums Salzburg. Zweige der Familie bestehen bis heute in Österreich, Deutschland, Frankreich und den USA.

## Geschichte

### Herkunft und Steiermärkische Linie
Das Geschlecht stammt ursprünglich aus Feistritz in der Steiermark und erscheint urkundlich erstmals 1135 in einer Bekundung von Wolfkerus de Branka, der eine Stiftung seines Bruders Pilgrim von Feistritz an das Benediktinerstift Admont bezeugte. Sie waren Ritter der ursprünglich Hochfreien von Feistritz-Traisen, welche später unter Adalram von Waldeck, einem Nachkommen der Aribonen, 1140 das Augustiner-Chorherren-Stift Seckau gründeten, wodurch sich die enge Beziehung zu Seckau erklären lässt. Nachdem ihre Dienstherren ausgestorben waren, wurden sie Ministeriale des Landesherren und stellten in der Folge mehrere Pröpste des Stiftes, unter ihnen Arnold, Ortolf, auf den Renovierung und Klosterneubau zurückzuführen sind, sowie Ulrich II. von Pranckh. Die Familiengruft befand sich ebenso in Seckau. Erhalten sind bis heute die Rotmarmor-Gräber der Edlen Johannes Pranckhher von Pranckh und Ernst Pranckhher von Pranckh.
Mit Ulrich von Pranckh, urkundlich 1242, beginnt die ununterbrochene Stammreihe des Geschlechts. 1298 erfolgte die Vermählung zwischen Friedrich von Pranckh und der Erbtochter Anna von Pux, welche von der Heiligen Gräfin Hemma von Gurk abstammte und ihr Wappen, Besitztümer in der Steiermark und in Kärnten, sowie den zukünftigen Stammsitz der Pranckhher, die in der Steiermark bei Teufenbach am Oberlauf der Mur gelegene Burg Pux in die Ehe miteinbrachte. Der Herrschaftssitz wurde jedoch erst 1425 in das obere Murtal nach Pux verlegt. Ein Teil der Familie blieb in St. Marein, wo sich während dieser Zeit die Türkeneinfälle häuften. Diese wagten es jedoch nicht, das Schloss anzugreifen.
1459 verlieh Ernst Pranckher Ritter von Pranckh auf Katsch dem Benediktinerstift Admont das Recht auf Zehenteinhebung sowie den Zehenthof zu Peterdorf in der heutigen Marktgemeinde St. Peter am Kammersberg um die Beziehung der Familie Pranckh zum Stift zu betonen. Zudem unterhielt die Familie engen Kontakt zum Benediktinerstift Göß, indem unter anderem eine Äbtissin gestellt wurde.

### Niederösterreichische Linie
1550 wurde durch Ernst von Pranckh zu Bockfliess, Viertelhauptmann im Viertel unter dem Manhartsberg, die Niederösterreichische Linie begründet. Aus ihr stammten Eustachius Pranckh von Rickersdorf, welcher die Veste Hof an der March erwarb, und dessen Sohn Friedrich von Pranckh ab, der dieselbe Burg auf den höher gelegenen Hofberg verlegte und somit den Grundstein des heutigen Schloss Hof legte, welches später von Prinz Eugen von Savoyen erworben wurde. Als älteste nachgewiesene Besitzer von Engelhartstetten, der Gemeinde von Schloss Hof befindet sich noch heute das Stammwappen, zwei beiderseits gezinnte rote Querbalken der Herren von Pranckh im Gemeindewappen.

### Salzburger Linie
Als Stammvater der blühenden Linie gilt Ulrich von Pranckh († 1416/1420), von dem an die Stammfolge mit vollster Zuverlässigkeit feststeht. Näherer Stammvater ist Rupprecht von Pranckh († 1575). Dessen Sohn Roman begründete 1594 durch die Vermählung mit Anna Susanna von Überacker, welche dem bayerischen Uradel angehörte, die Salzburger Linie der Pranckhher. 1628 wurde Johann Christoph Ritter von Pranckh, Hofkriegsrat, Truchsess und Vorschneider, Herr auf Pux, Poppendorf, Rheintal und Frondsberg samt allen Blutsverwandten von Kaiser Ferdinand II. in den Reichsfreiherrenstand erhoben, 1651 erfolgte die Aufnahme in die Salzburger Landstandschaft. 1719 wurden den Brüdern Ferdinand Josef und Georg Wilhelm, Herr von Schönau, Hallenau und Zinzendorf, von Kaiser Karl VI. die Reichsgrafenwürde verliehen.
1765 wurde Leopold Graf von Pranckh, Obrister und Kommandant des löblichen 2. bayerischen Kreisregiments, Herr und Landmann von Salzburg.

### Bayerische Linie
Aus dem Salzburger Zweig stammte Siegmund Amadeus Freiherr von Pranckh (* 1768) ab, der nach fürsterzbischöflichen und österreichischen Militärdiensten seinen Sitz nach Bayern verlegte und dort zum königlichen Kämmerer und Oberstleutnant ernannt wurde.
Dessen Sohn Siegmund (1821–1888) wurde königlicher bayerischer Kriegsminister und General, welcher die bayerische Heeresreform von 1868 veranlasste und maßgeblich am Abschluss der Novemberverträge, und somit dem Beitritt des Königreichs Bayern zum Norddeutschen Bund beteiligt war. 1873 kehrte er in die Steiermark zurück, um die allodifizierte Fideikommiss-Herrschaft Pux von Ludwig († 1880), dem letzten Pranckh der steirischen Linie zu übernehmen.

## Besitztümer
Die Besitztümer der Familie Pranckh lagen größtenteils im oberen Murtal. Dazu zählten neben Schloss Pranckh sowie Schloss Pux und Burg Pux unter anderem die steiermärkischen Herrschaften:
- Schloss Altenhofen
- Schloss Birkenstein
- Schloss Dornhofen
- Burg Eppenstein
- Schloss Feistritz (bei St. Peter am Kammersberg)
- Burg Fohnsdorf
- Schloss Friedhofen (bei Sankt Peter-Freienstein)
- Frojach
- Schloss Frondsberg (bei Birkfeld)
- Schloss Gabelhofen (auch Riegersdorf)
- Schloss Gilgenbühel
- Schloss Goppelsbach (bei Stadl an der Mur)
- Grubenhof bei Graz
- Grubhof bei Judenburg
- Schloss Hautzenbichl
- Schloss Hohenburg
- Burg Karlsberg (bei Neumarkt)
- Burg Katsch
- Kohlsberg
- Burg Liechtenegg (auch Wartberg)
- Höhlenburg Luegg
- Schloss Oberdorf
- Schloss Oberlorenzen (bei St. Lorenzen an der Mur)
- Pachern
- Perchau am Sattel
- Schloss Pichlhofen (bei Sankt Georgen ob Judenburg)
- Burg Plankenwarth
- Schloss Poppendorf
- Schloss Prankerhof (auch Adelsbühel)
- Rachau
- Burg Reifenstein
- Schloss Reinthal
- Burg Rothenfels
- Höhlenburg Schallaun
- Schloss Schrattenberg
- Siegersdorf bei Herberstein
- Schloss Sonneck (auch Buschenschlössl)
- Burg Waldstein (auch Alt-Waldstein)[13][14]
- Schloss Waldstein
- Schloss Wasserleith (bei Sankt Marein bei Knittelfeld)[3][15]

Salzburg:
- Schloss Aigen
- Baron-Pranckh Haus
- Eichen
- Schloss Haunsperg
- Prenzingerau
- Reitterhaus
- Schloss Seeburg
- Schloss Ursprung
- Schloss Wiespach

Niederösterreich:
- Schloss Bockfließ
- Burg Grafenweiden
- Markthof
- Schloss Niederweiden
- Schloss Hof
- Schloss Schönau

Oberösterreich:
- Schloss Feldegg
- Oberalm
- Schloss Schieferegg
- Schloss Waikhartsberg

Wien:
- Schloss Laudon[15][16]

Slowenien:
- Grad Snežnik (Schloss Schneeberg)
- Grad Hrastovec (Schloss Gutenhaag)

### Gegenwärtiger Besitz
Aktuell befinden sich die Schlösser Pux, Hautzenbichl und Windern sowie die ehemaligen Höhlenburgen Schallaun und Luegg im Privatbesitz der Familie.

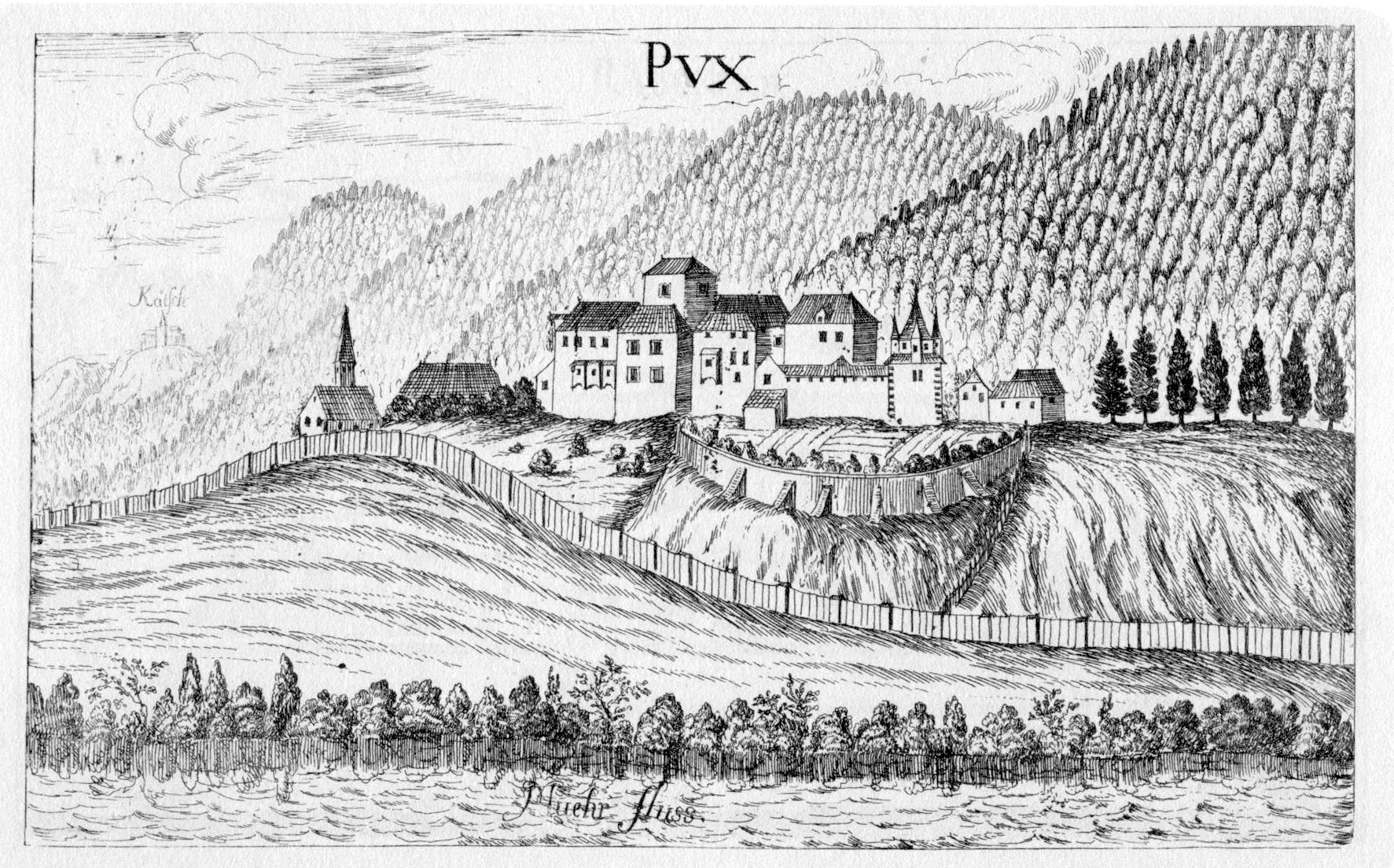
Schloss Pux
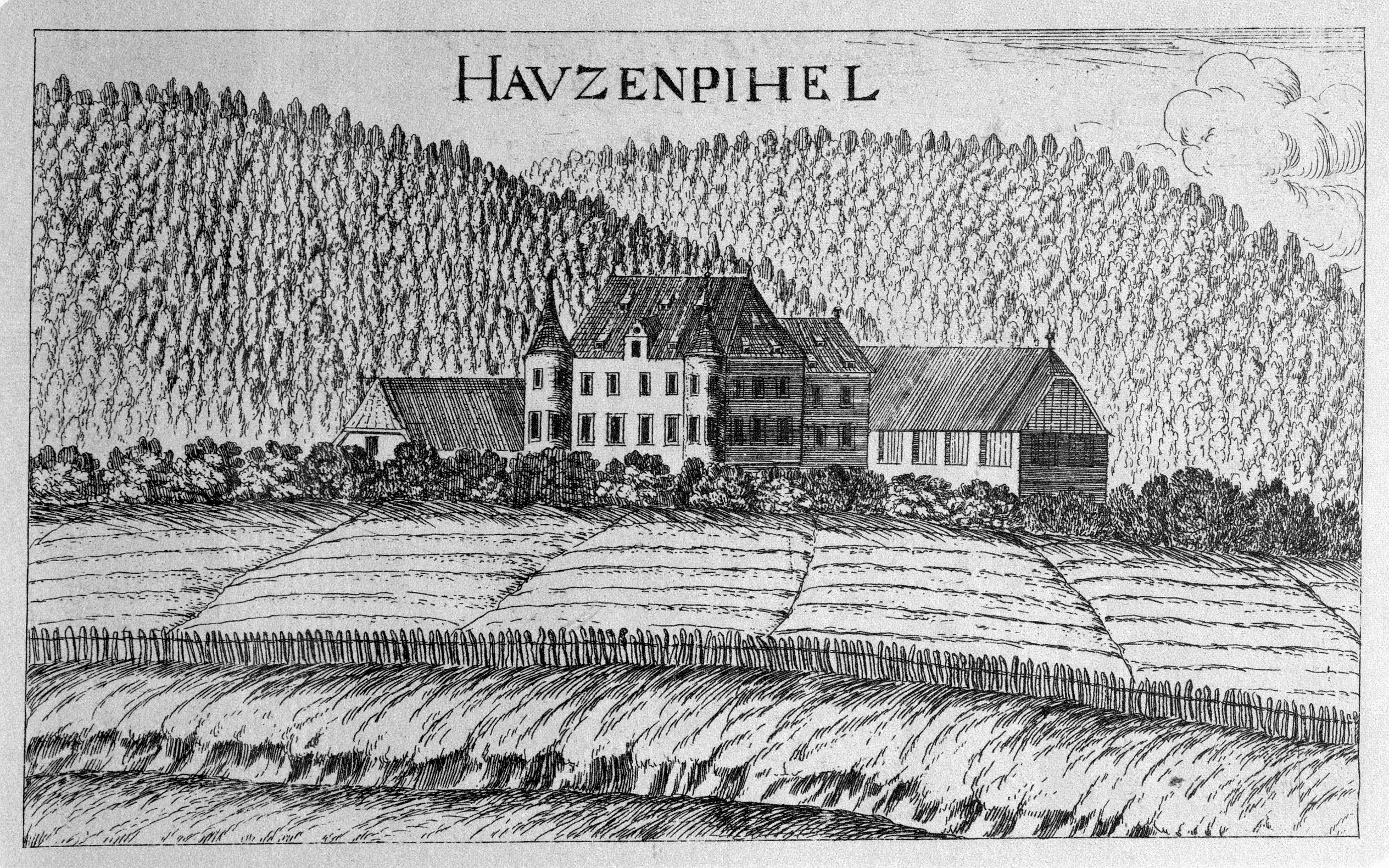
Schloss Hautzenbichl
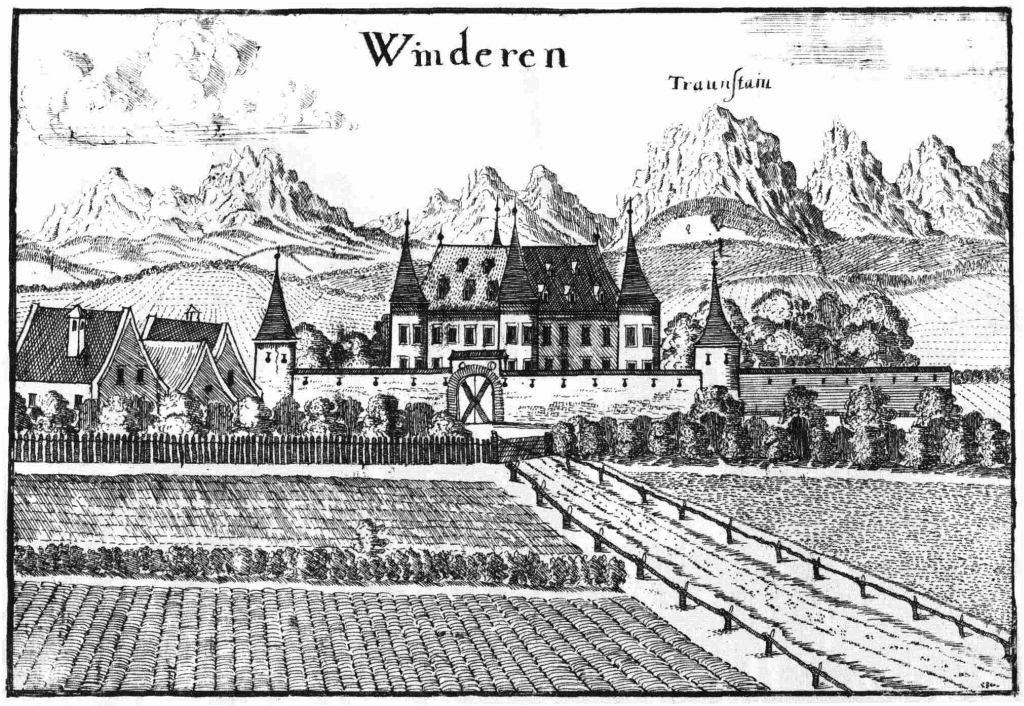
Schloss Windern
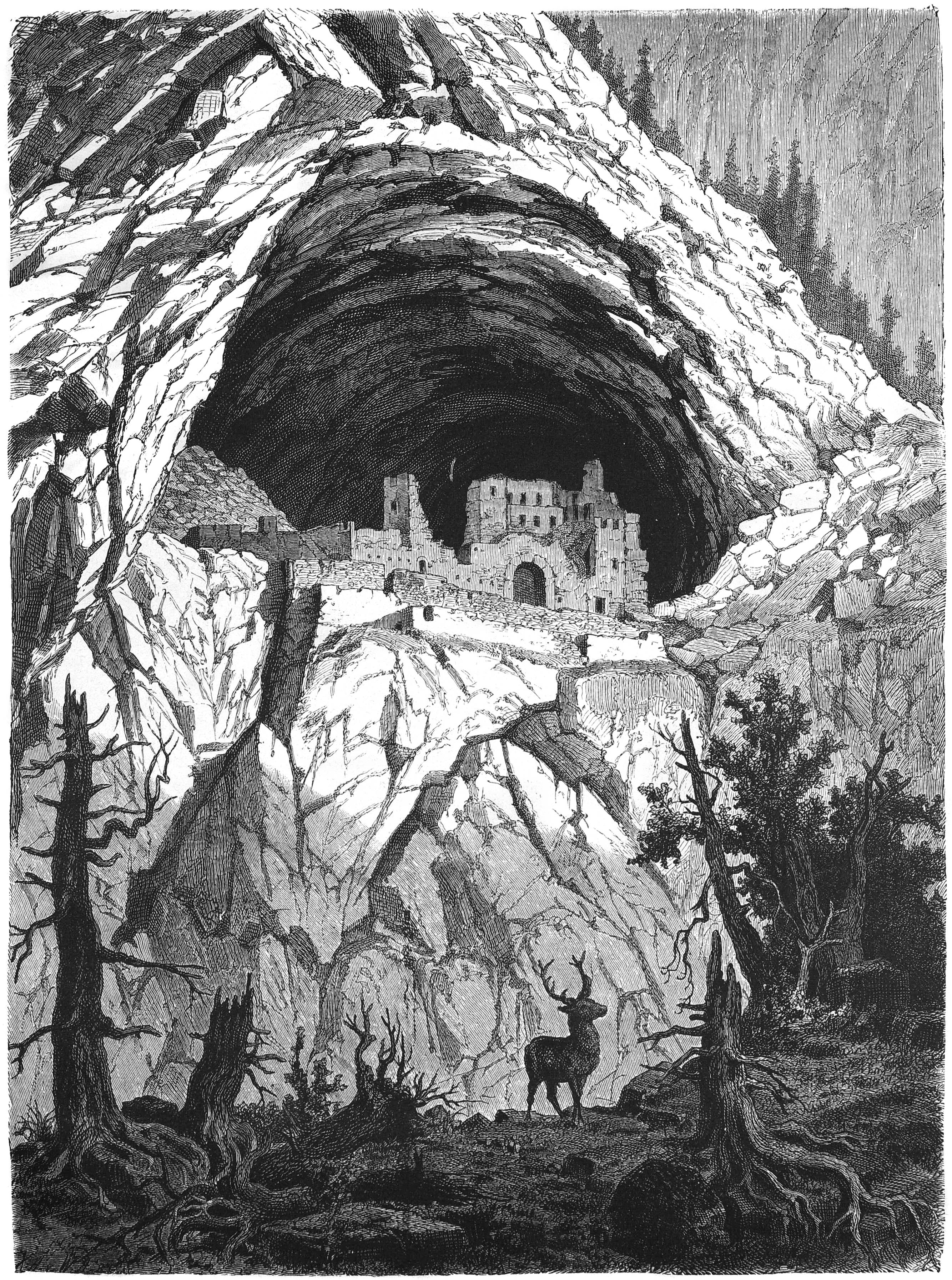
Schallaun und Luegg

## Wappen

### Stammwappen
Blasonierung: Das Stammwappen derer von Pranckh zeigt in Silber zwei beiderseits gezinnte Querbalken; das Kleinod besteht aus rot-silbernen Decken mit einem roten Hörnerpaar rechts und einem silbernen Hörnerpaar links, welche von außen mit je einem farbwechselnden Kamm besetzt sind.

### Freiherrenwappen
Blasonierung: Das gemehrte Wappen der Freiherren von Pranckh zu Pux ist geviert; in den Feldern 1 und 4 befindet sich das Stammwappen; je in Rot zwei silberne Gegenzinnenbalken; in den Feldern 2 und 3 finden sich in Rot drei rechts schräggestellte silberne Lanzenspitzen (die Saufedern derer von Pux). Der 1. Helm weist das Stammkleinod auf; mit rot-silbernen Decken ein Paar Büffelhörner, rechts rot und links silbern gehalten, außen mit schwarzen Federbüscheln besetzt; der 2. Helm besitzt auf rot-silbernen Decken einen geschlossenen Flug, belegt mit drei silbernen, schräggestellten Lanzenspitzen.
Erklärung: Die Wappenmehrung entstand durch die Heirat zwischen Friedrich von Pranckh und Anna von Pux, welches 1628 durch ein Diplom von Kaiser Ferdinand II. vereint wurde.

### Grafenwappen
Blasonierung: Das Wappen der Grafen von Pranckh zu Pux ist geviert; das Stammwappen wird mittig als Herzschild geführt; in den Feldern 1 und 4 befinden sich in Rot je drei rechts schräggestellte silberne Lanzenspitzen derer von Pux; die Felder 2 und 3 sind dem Wappen derer von Colaus nach Rot und Silber schräglinks geteilt; darauf befinden sich drei gekrönte Helme mit rot-silbernen Decken; der 1. Helm besitzt einen geschlossenen Flug mit drei silbernen, schräggestellten Lanzenspitzen; der 2. Helm weist ein Paar übereck geteilte, rot-silberne Büffelhörner auf; der 3. Helm ist mit drei Straußenfedern, rot-silber-rot geschmückt.

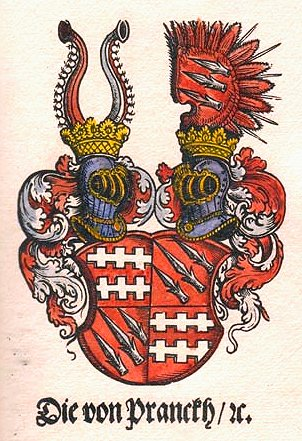
Wappen derer von Pranckh zu Pux im Steiermärkischen Wappenbuch, 1567
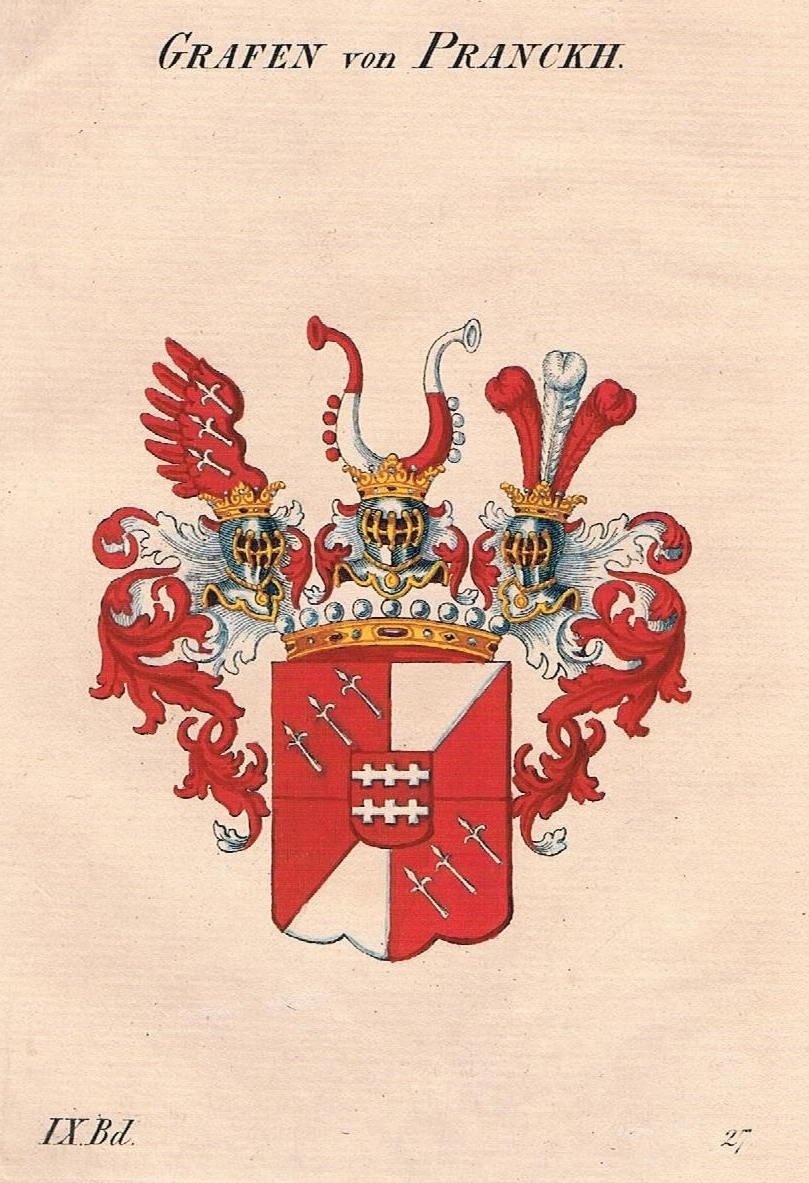
Gräfliches Wappen derer von Pranckh zu Pux im Wappenbuch der österreichischen Monarchie, 1837
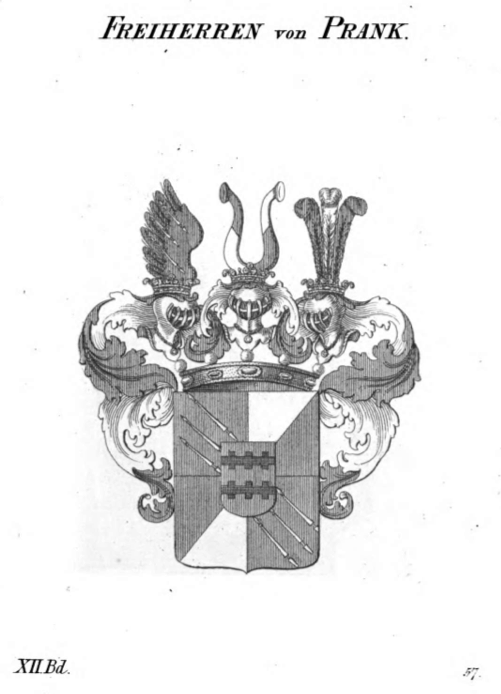
Freiherrliches Wappen derer von Pranckh zu Pux im Wappenbuch der Österreichischen Monarchie, 1840
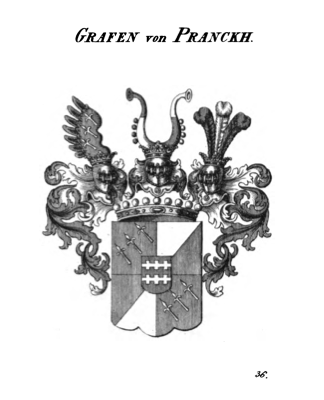
Gräfliches Wappen derer von Pranckh zu Pux im Wappenbuch der fürstlichen und gräflichen Häuser der österreichischen Monarchie, 1856
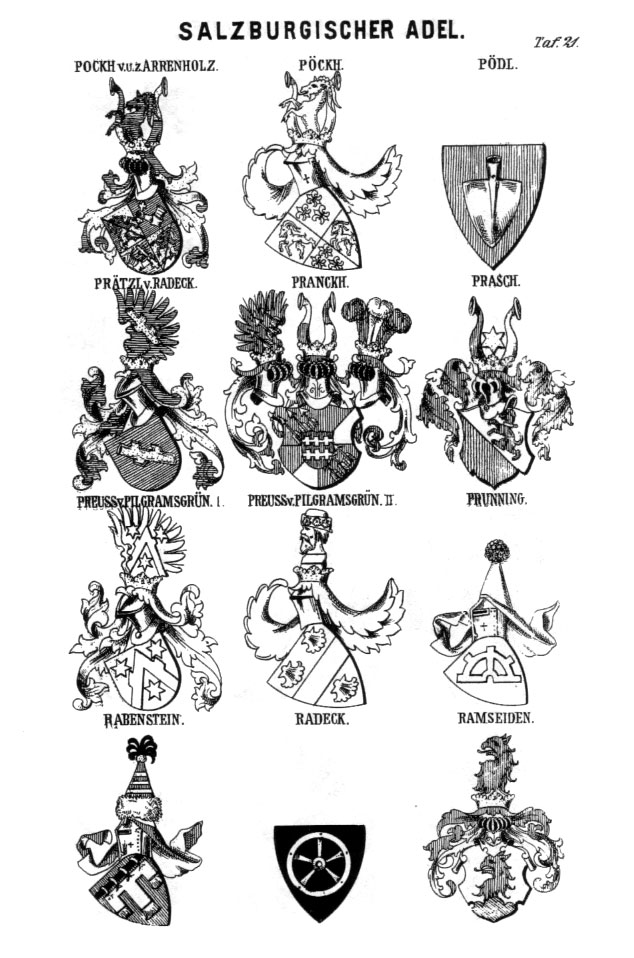
Gräfliches Wappen derer von Pranckh zu Pux in Siebmachers Wappenbuch des Salzburgischen Adels, 1883
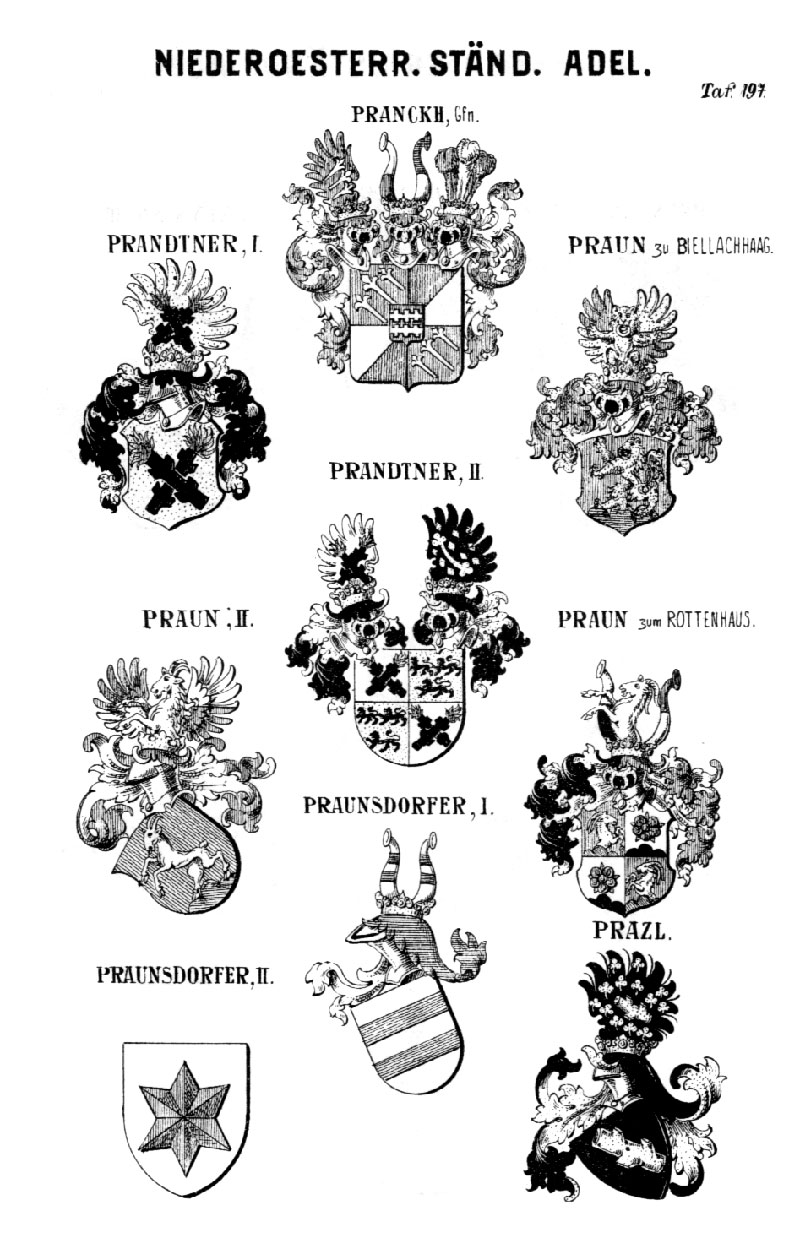
Gräfliches Wappen derer von Pranckh zu Pux in Siebmachers Wappenbuch des Niederösterreichischen Adels, 1918

### Wappenelemente in Gemeindewappen
Die Gemeinde Engelhartstetten in Österreich zeigt die auch im Stammwappen derer von Pranckh zu findenden Elemente: in verwechselten Farben zwei beiderseits gezinnte Querbalken.

Wappen der Gemeinde Engelhartstetten

## Namensträger
- Eustachius von Pranckh, auch Eustachius von Pranckh zu Rickersdorf (16. Jh.), Herr auf Schloss Hof und Markthof in Niederösterreich
- Friedrich von Pranckh zu Rickersdorf (um 1620), Herr auf Schloss Hof, Markthof, Grafenweiden und Niederweiden in Niederösterreich; Erbauer des frühen Schloss Hof
- Adam Gottlieb von Pranckh (um 1647), Freiherr auf Schloss Seeburg in Seekirchen am Wallersee, Salzburg
- Siegmund von Pranckh (1821–1888), bayerischer General und Kriegsminister
- Hans von Pranckh (1888–1945), bayerischer Offizier, Freiherr auf Schloss Pux in der Steiermark und österreichischer Heimwehrführer
- Pilgrim von Pranckh (1923–2013), Freiherr auf Schloss Hautzenbichl in der Steiermark
- Georg Pranckh (Politiker, 1926) (1926–2005), österreichischer Landwirt und Politiker (ÖVP)
- Georg Pranckh (Politiker, 1952) (* 1952), österreichischer Landwirt und Politiker (FPÖ)
- Pilgrim von Pranckh (* 1955), Freiherr auf Schloss Pux in der Steiermark

## Pranckher Helm

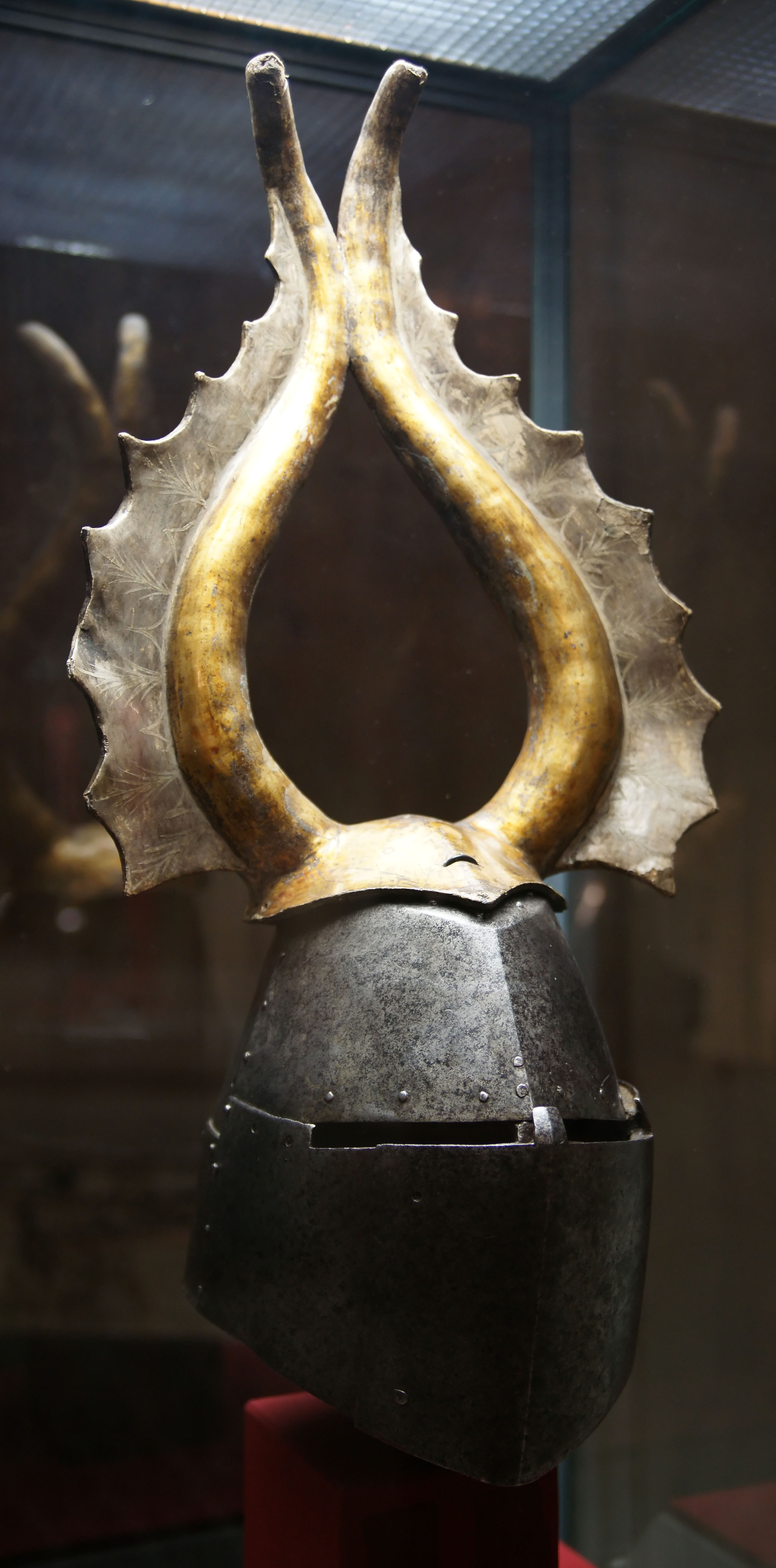
Funeralhelm der Familie von Pranckh

Der Funeralhelm der Familie von Pranckh gehört zu den bekanntesten mittelalterlichen Topf- beziehungsweise Kübelhelmen mit Helmzier (auch Wappenhelme), da neben diesem Exemplar nur der aus Canterbury stammende Helm des Schwarzen Prinzen erhalten ist.
Der Helm, dessen zusätzliche Frontverstärkung auf eine Verwendung als Turnierhelm hinweist, gehörte vermutlich Albert von Pranckh, welcher einen fast identischen Helm mit Zimier im Siegel führte, und stammte aus der ersten Hälfte des 14. Jahrhunderts. Das Helmkleinod weist neben dem goldenen Paar an Büffelhörnern, silberne, außenliegende Kämme auf, welche mit Leder besetzt sind. Nach einem Kreuzzug wurde er dem Stift Seckau gestiftet, wo er gemeinsam mit zwei Totenschilden der Familie über der Gruft der Pranckhher hing. 1878 wurde er für die kaiserliche Sammlung in Wien erworben, aktuell befindet er sich in der Hofjagd- und Rüstkammer in Wien.